# Basilio Montes
Basilio Montes ( Herencia, 20 de abril de 1955) es un músico y compositor español.

## Biografía

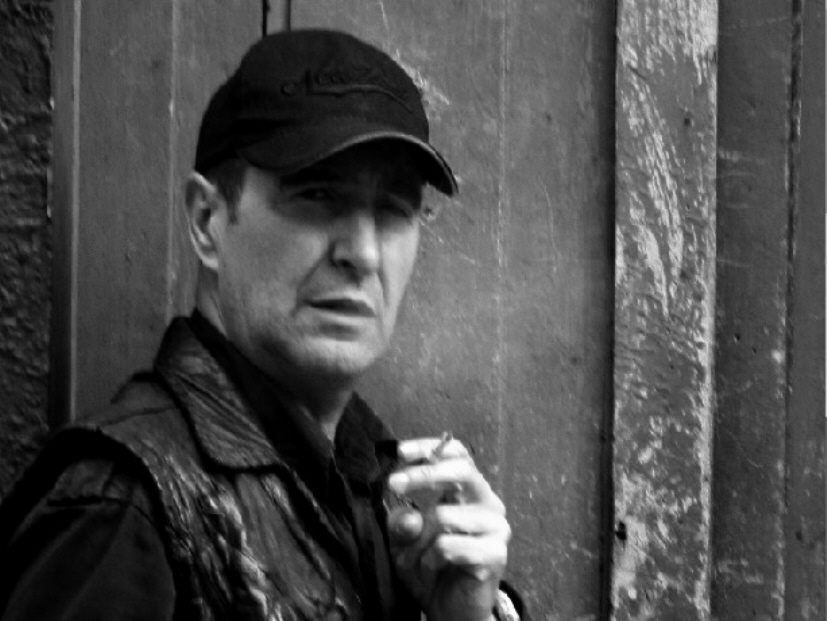
Basilio Montes durante la grabación de su álbum "Nómada (Camello de Sueños)" (Bogotá 2012)

Empezó su andadura musical en 1980 formando en Alicante junto a Carlos Goñi la que seríia su primera banda: Garage (1980 / 84)
Tras disolver Garage pasó a formar parte de la banda habitual de acompañamiento del cantante de rock, Ramoncín (1984 / 2000)
En paralelo a su trabajo con el artista madrileño formó entre Madrid y Alicante El Club de la Noche (1985 / 91) y The Satellites (1989 / 91)
Y junto a Elena Tovar (en Madrid) la que sería su última y más reciente banda: The Privados (1991 / 95)
Como colaboraciones especiales destaca su participación en la mítica banda madrileña de rock urbano Tranquilitos (1989 / 93)
Como compositor ha escrito canciones con Ramoncín, Manolo Tena, Carlos Goñi o Juanma Roldan entre otros.
Como productor artístico fue responsable de las producciones editadas con Garage, El Club de la Noche, y The Privados
Como productor promotor de espectacúlos fue el fundador de la productora Box Music (1995/2000) y de su marca registrada el Circuito Nacional de Música en Vivo, con cientos de producciones realizadas por toda la geografía española, con artistas como: Rosendo, Los Rodríguez, Los Suaves, Def Con Dos, La Polla Records,   Extremoduro,   Vargas Blues Band,   Los Enemigos,   Burning

## Discografía
En Solitario: Nómada (Camello de Sueños),  Empty Covers, Latino, Dos Vidas, Duets y Background
Con The Privados: Al Fondo del Corazón y Doce Canciones Desnudas (más una)
Con Ramoncín: Como el Fuego, La Vida en el Filo, Fe Ciega, Al Límite en Vivo y Salvaje y Miedo a Soñar
Con el Club de la Noche: La Ley del Talión y Adíos Muñeca
Con Garage: En Movimiento y Quiero ser un Bogart & La Ciudad